# Codice della strada
Il codice della strada, nel diritto, è un complesso di norme nella forma di codice, emanate per regolare la circolazione su strada di pedoni, veicoli e animali. Ogni Stato del mondo definisce il contenuto, le modalità di esecuzione e attuazione di tali norme in base al proprio ordinamento giuridico interno e agli accordi internazionali.

## Storia
Le strade degli antichi romani non furono le sole a solcare l'Italia, eppure costituirono una delle prime reti più organizzate; all'inizio si presentavano come sentieri polverosi e irregolari, ma in seguito furono trattate con maggior cura, diventando sempre più preziose per le necessità militari, commerciali e di comunicazione fra le varie province; ai loro lati spuntarono pietre miliari, locande per vitto e alloggio, fontane per bere e stazioni per il cambio dei cavalli.
Si sa che Giulio Cesare, un anno prima della sua morte, promulgò la Lex Iulia Municipalis; questa legge comprendeva un insieme di regole riguardanti l'accesso e la conduzione dei carri all'interno della città; ai mezzi pesanti, per esempio, era vietato il transito dall'alba sino al pomeriggio inoltrato; tale divieto, però, non toccava i veicoli della nettezza urbana, quelli utilizzati per i materiali da costruzione di edifici pubblici o di culto e i carri che trasportavano sacerdoti e sacerdotesse durante le cerimonie.
Sicuramente altri simili regolamenti sono stati dettati anche nei secoli successivi, in varie parti del mondo, per quanto non sia sempre facile documentarli.

## Nel mondo

### Belgio
Nel 2003 nel paese è stata introdotta una riforma del codice, in vigore dal 1975, che introduce per la prima volta il principio giuridico dell'obbligo del rispetto nei confronti dell'utente più debole da parte dell'utente più forte.

### Francia
Il codice della strada vigente in Francia è stato emanato nel 2011 dopo che la Direzione generale del ministro dei trasporti costituì nel 2006 un gruppo di studio per la redazione di una nuova normativa, ispirata al codice belga. 

### Finlandia
Per le violazioni al codice vige un criterio di proporzionalità della sanzione non solo alla gravità dell'atto, ma anche al reddito della persona.

### Italia
La prima norma dello stato italiano unitario in tema fu la legge 20 marzo 1865, n. 2248 (ALL. D), che stabiliva alcune regole sulla velocità e il corretto comportamento per i conducenti dei veicoli a trazione animale. In seguito alla grande diffusione delle biciclette, furono previste le prime targhe veicolari italiane, con il R.D. 16 dicembre 1897, n. 540 che introduceva l'obbligo di dotare i velocipedi di una targa comunale.
Durante il ventennio fascista il regio decreto 2 dicembre 1928 n. 3179 introdusse l'attuale sistema di targhe automobilistiche, con sigle delle province in luogo dei numeri rossi che individuavano i veicoli in precedenza, seguito dal regio decreto 8 dicembre 1933 n. 1740 che raccoglie un organico e importante insieme di normative stradali. Nel secondo dopoguerra italiano - durante l'estate del 1959 - entrò in vigore il Testo Unico sulla circolazione stradale, approvato con il d.P.R. 15 giugno 1959 n. 393, composto da 147 articoli, più i 607 dell'annesso regolamento, rimasto in vigore sino al 1992 con l'emanazione del nuovo codice col d.lgs. 30 aprile 1992, n. 285, successivamente modificato dal decreto-legge 27 giugno 2003, n. 151, convertito in legge n. 214 del 1º agosto 2003, che introdusse la patente a punti. Dal 14 dicembre 2024 è in vigore il nuovo Codice della Strada, modificato dalla legge n. 177/2024 recante ‘Interventi in materia di sicurezza stradale’. Il nuovo Codice prevede un generale inasprimento delle multe anche per quanto riguarda l’abuso di rampe, scivoli e stalli destinati alle persone con disabilità.

### Stati Uniti d'America
La normativa stradale statunitense è competenza di ogni singolo Stato federato degli Stati Uniti d'America e non federale, tranne che per alcune disposizioni riguardanti le autostrade contenute nello US code, quindi ci sono differenze in vari contesti come ad esempio la gestione degli esami di guida e il rilascio della relativa patente. Compaiono quindi alcune differenze nel diritto di precedenza nelle rotatorie e nella svolta a sinistra.
La maggior parte dei cartelli contiene brevi indicazioni scritte, mentre grafiche internazionali sono state introdotte in modo relativamente lento. L'uso del segnale di stop è generalmente più frequente che in Europa continentale, anche in aree dove la visibilità dell'incrocio è buona.
È consentito il sorpasso sia da sinistra che da destra. Il codice della strada non impone il soccorso a terzi non coinvolti, anzi l'intervento se giudicato inadeguato potrebbe determinare citazioni in giudizio per negligenza da parte dell'assistito.